# 24 Heures du Mans 1973
Navigation
Édition précédente Édition suivante
Les 24 Heures du Mans 1973 sont la 41e édition de l'épreuve et se déroulent les 9 et 10 juin 1973 sur le circuit de la Sarthe. Cette course est la huitième manche du Championnat du monde des voitures de sport 1973 (WSC - World Sportscar Championship).

## Nombre de pilotes qualifiés pour la course
Comme l'édition précédente, 123 pilotes sont au départ de ces 24 Heures du Mans. Christine Beckers participe ici à sa première classique mancelle et sera la deuxième femme pilote de ce plateau.
| 50 Français   | 15 Suisses    | 12 Britanniques | 10 Allemands  | 7 Américains    |
| 4 Espagnols   | 4 Italiens    | 3 Argentins     | 3 Belges      | 2 Australiens   |
| 2 Autrichiens | 2 Équatoriens | 2 Japonais      | 2 Néerlandais | 2 Néo-Zélandais |
| 1 Brésilien   | 1 Marocain    | 1 Suédois       |               |                 |

## Déroulement de la course

### Classements intermédiaires
| Pos. | Après la 1re heure | Après la 1re heure                                                          | Après 6 heures | Après 6 heures                                                              | Après 12 heures | Après 12 heures                                                                    | Après 18 heures | Après 18 heures                                                             |
| Pos. | n°                 | Voiture / Pilotes                                                           | n°             | Voiture / Pilotes                                                           | n°              | Voiture / Pilotes                                                                  | n°              | Voiture / Pilotes                                                           |
| ---- | ------------------ | --------------------------------------------------------------------------- | -------------- | --------------------------------------------------------------------------- | --------------- | ---------------------------------------------------------------------------------- | --------------- | --------------------------------------------------------------------------- |
| 1    | 16                 | SpA Ferrari SEFAC Ferrari 312PB (S / 3.0) Merzario - Pace                   | 17             | SpA Ferrari SEFAC Ferrari 312PB (S / 3.0) Schenken - Reutemann              | 15              | SpA Ferrari SEFAC Ferrari 312PB (S / 3.0) Ickx - Redman                            | 11              | Équipe Matra Simca Shell Matra Simca MS670B (S / 3.0) Pescarolo - Larrousse |
| 2    | 10                 | Équipe Matra Simca Shell Matra Simca MS670B (S / 3.0) Cevert - Beltoise     | 11             | Équipe Matra Simca Shell Matra Simca MS670B (S / 3.0) Pescarolo - Larrousse | 11              | Équipe Matra Simca Shell Matra Simca MS670B (S / 3.0) Pescarolo - Larrousse        | 15              | SpA Ferrari SEFAC Ferrari 312PB (S / 3.0) Ickx - Redman                     |
| 3    | 11                 | Équipe Matra Simca Shell Matra Simca MS670B (S / 3.0) Pescarolo - Larrousse | 15             | SpA Ferrari SEFAC Ferrari 312PB (S / 3.0) Ickx - Redman                     | 60              | Scuderia Brescia Corse Alfa Romeo Tipo 33TT3 (S / 3.0) Facetti - Pasotti - Zeccoli | 16              | SpA Ferrari SEFAC Ferrari 312PB (S / 3.0) Merzario - Pace                   |
| 4    | 17                 | SpA Ferrari SEFAC Ferrari 312PB (S / 3.0) Schenken - Reutemann              | 9              | Gulf Research Racing Mirage M6 (S / 3.0) Hailwood - Watson - Schuppan       | 16              | SpA Ferrari SEFAC Ferrari 312PB (S / 3.0) Merzario - Pace                          | 46              | Martini Racing Team Porsche 911 Carrera RSR (S / 3.0) Müller - van Lennep   |
| 5    | 12                 | Équipe Matra Simca Shell Matra Simca MS670B (S / 3.0) Jaussaud - Jabouille  | 16             | SpA Ferrari SEFAC Ferrari 312PB (S / 3.0) Merzario - Pace                   | 46              | Martini Racing Team Porsche 911 Carrera RSR (S / 3.0) Müller - van Lennep          | 6               | North American Racing Team Ferrari 365 GTB/4 (GTS / 5.0) Posey - Minter     |

### Classement final de la course

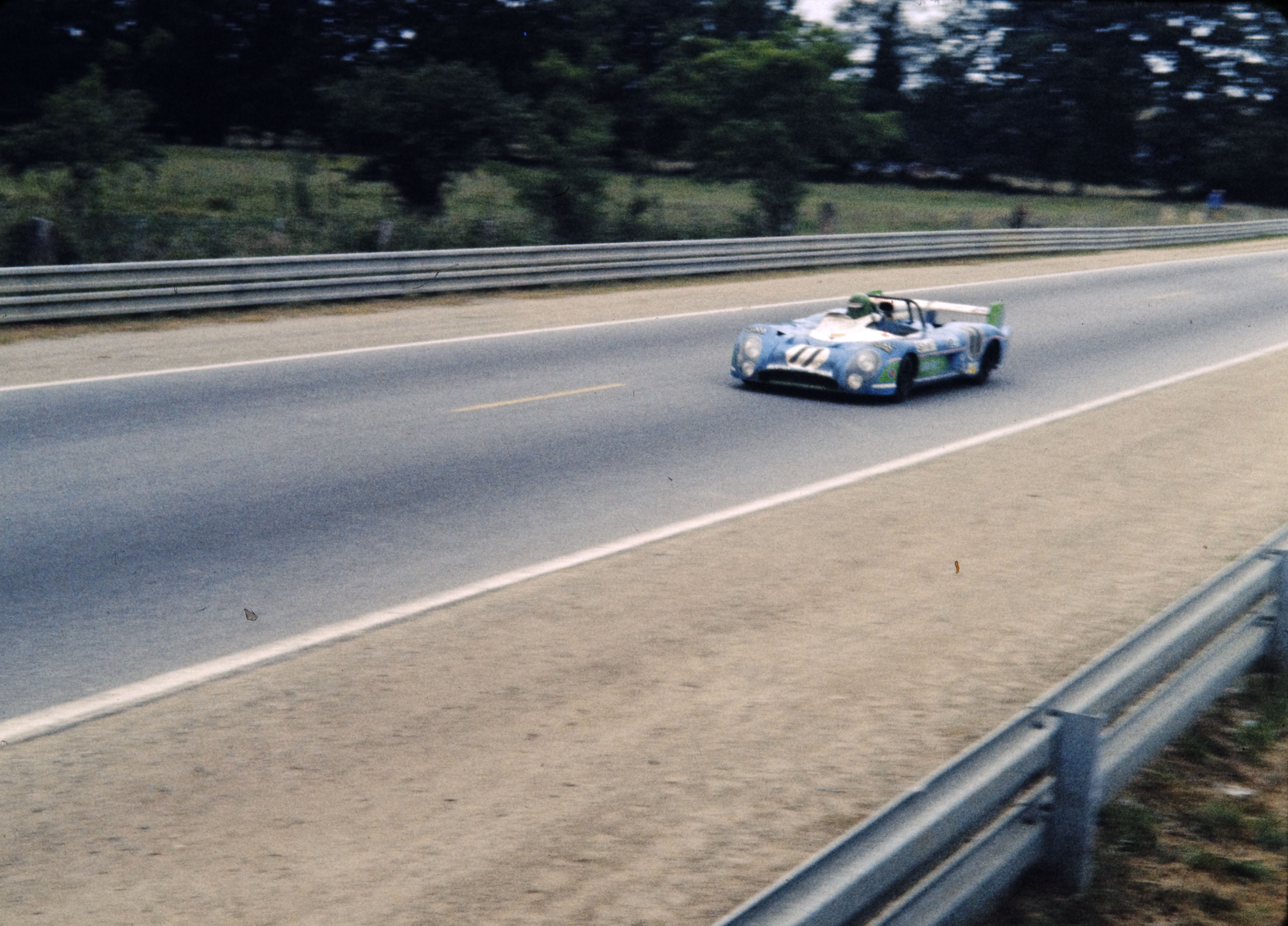
La Matra Simca MS670B, victorieuse de l'édition 1973.

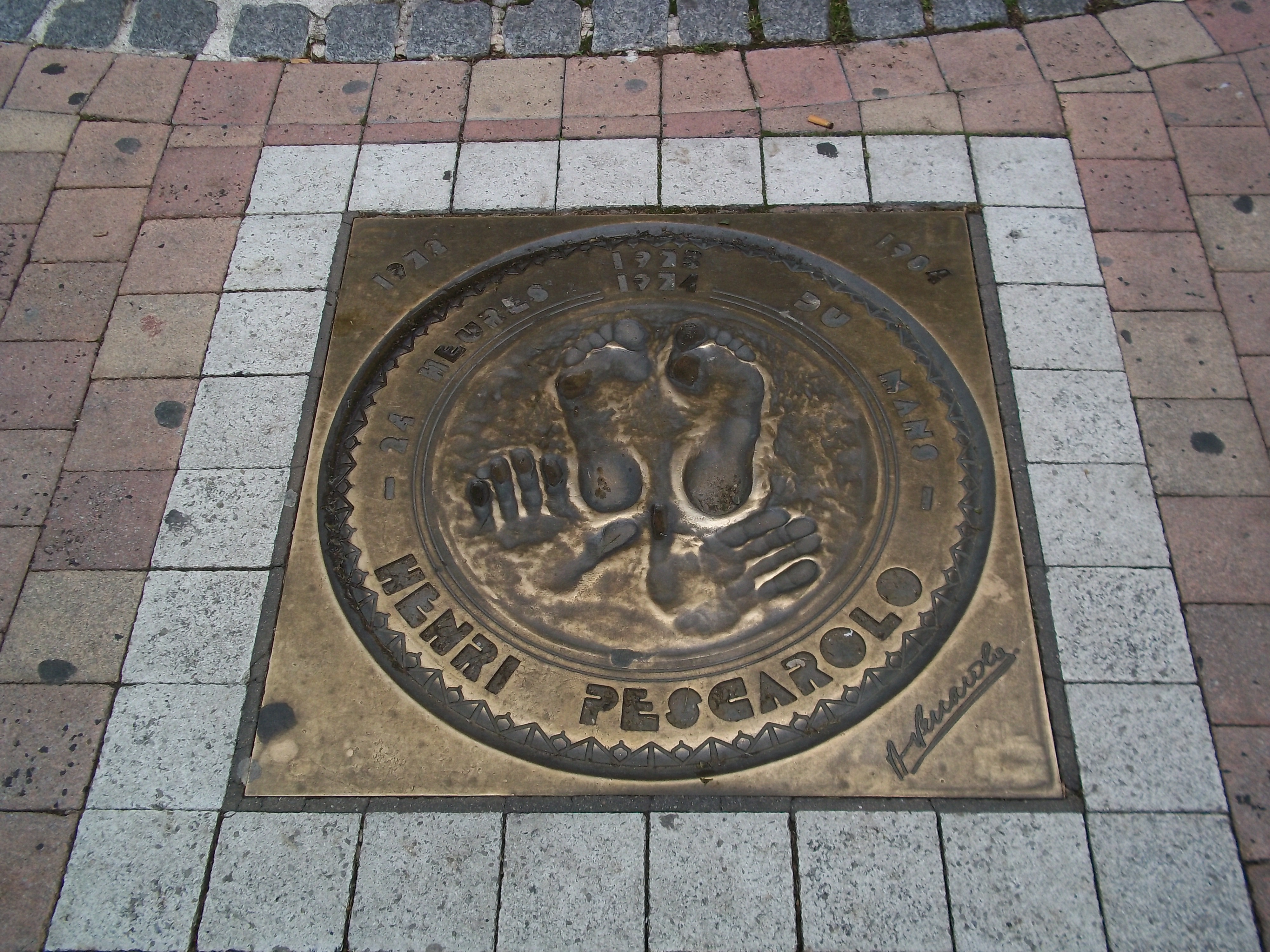
Plaque bronze des empreintes de Henri Pescarolo, pilote vainqueur en 1973 et 1974 des 24 Heures du Mans.

Voici le classement officiel au terme des 24 heures de course.
- Les vainqueurs de chaque catégorie sont signalés par un fond jauni.
- Dans la colonne Pneus[1] apparaît l'initiale du fournisseur, il suffit de placer le pointeur au-dessus du modèle pour connaître le manufacturier de pneumatiques.

| Pos. | Catégorie | N° | Écurie                              | Pilotes                                                 | Châssis                 | Moteur                    | Pneus | Tours |
| ---- | --------- | -- | ----------------------------------- | ------------------------------------------------------- | ----------------------- | ------------------------- | ----- | ----- |
| 1    | S 3.0     | 11 | Équipe Matra Simca Shell            | Henri Pescarolo Gérard Larrousse                        | Matra Simca MS670B      | Matra 3.0L V12            | G     | 355   |
| 2    | S 3.0     | 16 | SpA Ferrari SEFAC                   | Arturo Merzario Carlos Pace                             | Ferrari 312PB           | Ferrari 3.0L Flat-12      | G     | 349   |
| 3    | S 3.0     | 12 | Équipe Matra Simca Shell            | Jean-Pierre Jaussaud Jean-Pierre Jabouille              | Matra Simca MS670B      | Matra 3.0L V12            | G     | 331   |
| 4    | S 3.0     | 46 | Martini Racing Team                 | Herbert Müller Gijs van Lennep                          | Porsche 911 Carrera RSR | Porsche 3.0L Flat-6       | D     | 328   |
| 5    | S 3.0     | 3  | Escuderia Montjuich - Tergal        | Bernard Chenevière Juan Fernández Francisco Torredemer  | Porsche 908/3           | Porsche 3.0L Flat-8       | G     | 319   |
| 6    | GTS 5.0   | 39 | Automobiles Charles Pozzi           | Claude Ballot-Léna Vic Elford                           | Ferrari 365 GTB/4       | Ferrari 4.4L V12          | M     | 316   |
| 7    | S 3.0     | 4  | Guillermo Ortega - Ecuador Marlboro | Guillermo Ortega Fausto Merello                         | Porsche 908/1           | Porsche 3.0L Flat-8       | G     | 316   |
| 8    | GTS 3.0   | 45 | Porsche Kremer Racing Team          | Paul Keller (pl) Erwin Kremer (de) Clemens Schickentanz | Porsche 911 Carrera RSR | Porsche 2.8L Flat-6       | D     | 316   |
| 9    | GST 5.0   | 40 | Automobiles Charles Pozzi           | Alain Serpaggi José Dolhem                              | Ferrari 365 GTB/4       | Ferrari 4.4L V12          | M     | 315   |
| 10   | GTS 3.0   | 63 | Gelo Racing Team                    | Georg Loos Jürgen Barth                                 | Porsche 911 Carrera RSR | Porsche 2.8L Flat-6       | D     | 311   |
| 11   | TS 5.0    | 51 | BMW Motorsport                      | Toine Hezemans Dieter Quester                           | BMW 3.0CSL              | BMW 3.3L I6               | D     | 307   |
| 12   | GTS +5.0  | 30 | Greder Racing Team                  | Henri Greder Marie-Claude Beaumont                      | Chevrolet Corvette C3   | Chevrolet 7.0L V8         | M     | 303   |
| 13   | GTS 5.0   | 38 | North American Racing Team          | François Migault Luigi Chinetti Jr.                     | Ferrari 365 GTB/4       | Ferrari 4.4L V12          | G     | 299   |
| 14   | GTS 3.0   | 48 | Porsche Sonauto BP Racing           | Peter Gregg Guy Chasseuil                               | Porsche 911 Carrera RSR | Porsche 2.8L Flat-6       | G     | 298   |
| 15   | S 3.0     | 60 | Scuderia Brescia Corse              | Carlo Facetti Marsilio Pasotti Teodoro Zeccoli          | Alfa Romeo Tipo 33TT3   | Alfa Romeo 3.0L V8        | G     | 298   |
| 16   | GTS 3.0   | 41 | Schiller Racing Team                | Jean Selz Florian Vetsch                                | Porsche 911 Carrera RSR | Porsche 2.7L Flat-6       | F     | 297   |
| 17   | GTS 3.0   | 42 | René Mazzia                         | Pierre Mauroy Marcel Mignot                             | Porsche 911 Carrera RSR | Porsche 2.8L Flat-6       | D     | 290   |
| 18   | GTS +5.0  | 69 | J.C. Aubriet / Écurie Léopard       | Jean-Claude Aubriet « Depnic »                          | Chevrolet Corvette C3   | Chevrolet 7.0L V8         | M     | 282   |
| 19   | S 3.0     | 18 | Claude Laurent                      | Claude Laurent Martial Delalande Jacques Marché         | Ligier JS2              | Maserati 2.9L V6          | M     | 270   |
| 20   | GTS 5.0   | 34 | Écurie Francorchamps                | Jean-Claude Andruet Richard Bond (de)                   | Ferrari 365 GTB/4       | Ferrari 4.4L V12          | M     | 270   |
| 21   | S 3.0     | 52 | André Wicky Racing Team             | André Wicky Max Cohen-Olivar Philippe Carron (de)       | Porsche 908/2           | Porsche 3.0L Flat-8       | F     | 270   |
| Abd. | S 3.0     | 15 | SpA Ferrari SEFAC                   | Jacky Ickx Brian Redman                                 | Ferrari 312PB           | Ferrari 3.0L Flat-12      | G     | 332   |
| Abd. | S 2.0     | 25 | Michel Dupont                       | Michel Dupont Paul Blancpain                            | Chevron B23             | Ford Cosworth FVC 1.8L I4 | F     | 229   |
| Abd. | GTS 5.0   | 6  | North American Racing Team          | Sam Posey Milt Minter                                   | Ferrari 365 GTB/4       | Ferrari 4.4L V12          | G     | 254   |
| Abd. | TS 3.0    | 55 | Ford Motorwerke                     | Dieter Glemser John Fitzpatrick Hans Heyer              | Ford Capri RS           | Ford 3.0L V6              | D     | 239   |
| Abd. | S 3.0     | 7  | Équipe Gitanes Cigarettes France    | Jean-Louis Lafosse Reine Wisell Hugues de Fierlant      | Lola T282               | Ford Cosworth DFV 3.0L V8 | G     | 164   |
| Abd. | GTS 5.0   | 36 | North American Racing Team          | Lucien Guitteny Bob Grossman                            | Ferrari 365 GTB/4       | Ferrari 4.4L V12          | G     | 192   |
| Abd. | GTS 5.0   | 33 | J.C. Bamford Excavators Ltd.        | Neil Corner Willie Green (de)                           | Ferrari 365 GTB/4       | Ferrari 4.4L V12          | M     | 163   |
| Abd. | GTS 5.0   | 37 | North American Racing Team          | Luis Di Palma Nestor Garcia Veiga                       | Ferrari 365 GTB/4       | Ferrari 4.4L V12          | G     | 211   |
| Abd. | S 3.0     | 8  | Gulf Research Racing                | Derek Bell Howden Ganley                                | Mirage M6               | Ford Cosworth DFV 3.0L V8 | F     | 163   |
| Abd. | GTS 5.0   | 56 | Shark Racing Team                   | Jean-Claude Guérie Cyril Grandet                        | Ferrari 365 GTB/4       | Ferrari 4.4L V12          | D     | 174   |
| Abd. | S 3.0     | 19 | Automobiles Ligier                  | Jean-Pierre Paoli Alain Couderc                         | Ligier JS2              | Maserati 3.0L V6          | M     | 174   |
| Abd. | TS 5.0    | 50 | BMW Motorsport                      | Chris Amon Hans-Joachim Stuck                           | BMW 3.0CSL              | BMW 3.3L I6               | D     | 160   |
| Abd. | TS 3.0    | 53 | Ford Motorwerke                     | Jean Vinatier Helmuth Koinigg Gerry Birrell             | Ford Capri RS           | Ford 3.0L V6              | D     | 152   |
| Abd. | GTS 3.0   | 49 | Jean Egreteaud                      | Jean Egreteaud Jean-Claude Lagniez                      | Porsche 911 Carrera RSR | Porsche 2.8L Flat-6       | D     | 139   |
| Abd. | S 2.0     | 22 | Raymond Touroul                     | Raymond Touroul Jean-Pierre Rouget                      | Porsche 910             | Porsche 2.0L Flat-6       | D     | 142   |
| Abd. | S 3.0     | 5  | Duckhams Oil                        | Alain de Cadenet Chris Craft                            | Duckhams LM             | Ford Cosworth DFV 3.0L V8 | D     | 81    |
| Abd. | S 3.0     | 17 | SpA Ferrari SEFAC                   | Tim Schenken Carlos Reutemann                           | Ferrari 312P/B          | Ferrari 3.0L Flat-12      | G     | 182   |
| Abd. | S 3.0     | 10 | Équipe Matra Simca Shell            | François Cevert Jean-Pierre Beltoise                    | Matra Simca MS670B      | Matra 3.0L V12            | G     | 157   |
| Abd. | S 2.5     | 26 | Sigma Automotive                    | Tetsu Ikuzawa Hiroshi Fushida Patrick Dal Bo            | Sigma MC73              | Mazda 12A 2.3L 2-Rotor    | B     | 79    |
| Abd. | GTS 3.0   | 44 | Porsche Club Romand                 | Jean-François Piot Peter Zbinden                        | Porsche 911 Carrera RSR | Porsche 2.8L Flat-6       | D     | 110   |
| Abd. | GTS 3.0   | 78 | Jean Sage                           | Hervé Bayard René Ligonnet                              | Porsche 911 Carrera RSR | Porsche 2.8L Flat-6       | F     | 95    |
| Abd. | GTS 3.0   | 43 | Max Moritz Racing Team              | Gerd Quist Manfred Laub Jürgen Zink                     | Porsche 911 Carrera RSR | Porsche 2.8L Flat-6       | G     | 103   |
| Abd. | S 3.0     | 9  | Gulf Research Racing                | Mike Hailwood John Watson Vern Schuppan                 | Mirage M6               | Ford Cosworth DFV 3.0L V8 | F     | 112   |
| Abd. | S 2.0     | 21 | Pierre Maublanc                     | Pierre Maublanc Robert Mieusset                         | Chevron B23             | BMW 2.0L I4               | F     | 90    |
| Abd. | S 3.0     | 14 | Équipe Matra Simca Shell            | Patrick Depailler Bob Wollek                            | Matra Simca MS670B      | Matra 3.0L V12            | G     | 84    |
| Abd. | S 2.0     | 28 | Jacques Henry                       | Jacques Henry Fred Stalder Gernard Grobot               | Lola T292               | Ford Cosworth FVC 1.9L I4 | G     | 84    |
| Abd. | S 3.0     | 47 | Martini Racing Team                 | Reinhold Joest Claude Haldi                             | Porsche 911 Carrera RSR | Porsche 3.0L Flat-6       | D     | 54    |
| Abd. | S 2.0     | 27 | Escuderia Montjuich                 | José Juncadella Jorge de Bagration                      | Chevron B23             | Ford Cosworth FVC 1.9L I4 | F     | 52    |
| Abd. | S 3.0     | 61 | Daniel Rouveyran                    | Daniel Rouveyran Christian Mons Christian Ethuin        | Lola T280/82            | Ford Cosworth DFV 3.0L V8 | G     | 38    |
| Abd. | GTS +5.0  | 29 | John Greenwood                      | John Greenwood Robert B. Johnson                        | Chevrolet Corvette C3   | Chevrolet 7.0L V8         | BF    | 37    |
| Abd. | S 3.0     | 62 | Automobiles Ligier                  | Guy Ligier Jacques Laffite                              | Ligier JS2              | Maserati 3.0L V6          | M     | 24    |
| Abd. | TS 3.0    | 54 | Ford Motorwerke                     | Gerry Birrell Hans Heyer                                | Ford Capri RS           | Ford 3.0L V6              | D     | 4     |
| Abd. | S 2.0     | 2  | Blancpain Total Dinitrol            | Roger Dubois Christine Beckers Pierre Pagani            | Chevron B21/23          | Ford Cosworth FVC 1.8L I4 | M     | 9     |
| Abd. | TS 5.0    | 58 | André Wicky Racing Team             | Walter Brun Cox Kocher Jean-Pierre Aeschlimann          | BMW 3.0CSL              | BMW 3.3L I6               | F     | 1     |

## Pole position et record du tour
- Pole position : Arturo Merzario sur no 16 Ferrari 312PB - SpA Ferrari SEFAC en 3 min 37 s 5 (225,766 km/h)
- Meilleur tour en course : François Cevert sur no 10 Matra-Simca MS670B - Équipe Matra-Simca Shell en 3 min 39 s 6 (223,607 km/h)

## Classement à l'indice de rendement énergétique
- Victoire : no 45 Porsche Carrera - Porsche Kremer Racing

## Heures en tête
Voitures figurant en tête de l'épreuve à la fin de chaque heure de course :
| n° | Voiture            | Écurie                   | Pilotes                              | Heures    | Total    |
| -- | ------------------ | ------------------------ | ------------------------------------ | --------- | -------- |
| 16 | Ferrari 312PB      | SpA Ferrari SEFAC        | Arturo Merzario Carlos Pace          | 1re à 2e  | 2 heures |
| 10 | Matra Simca MS670B | Équipe Matra Simca Shell | François Cevert Jean-Pierre Beltoise | 3e à 4e   | 2 heures |
| 14 | Matra Simca MS670  | Équipe Matra Simca Shell | Patrick Depailler Bob Wollek         | 5e        | 1 heure  |
| 17 | Ferrari 312PB      | SpA Ferrari SEFAC        | Tim Schenken Carlos Reutemann        | 6e à 10e  | 5 heures |
| 15 | Ferrari 312PB      | SpA Ferrari SEFAC        | Jacky Ickx Brian Redman              | 11e à 17e | 7 heures |
| 11 | Matra Simca MS670B | Équipe Matra Simca Shell | Henri Pescarolo Gérard Larrousse     | 18e à 24e | 7 heures |

## À noter
- Longueur du circuit : 13,640 km
- Distance parcourue : 4 853,945 km
- Vitesse moyenne : 202,247 km/h
- Écart avec le 2e : 81,655 km
- 250 000 spectateurs